# CRUD
CRUD (od ang. create, read, update, delete, tłum. utwórz, odczytaj, aktualizuj, usuń) – cztery podstawowe funkcje w aplikacjach korzystających z pamięci trwałej, które umożliwiają zarządzanie nią. Niekiedy litera R jest rozwijana jako retrieve (pobierz) zamiast read (odczytaj). Czasem również litera D jest rozwijana jako destroy (zniszcz) zamiast delete (usuń). Skrót ten jest czasem również używany do opisania działań dotyczących oglądania, szukania i zmieniania informacji, często w stosunku do dokumentów elektronicznych.

## Aplikacje bazodanowe
Skrótowiec CRUD oznacza podstawowe operacje implementowane w aplikacjach bazodanowych. Każdy człon tego skrótu może być realizowany przez standardowe instrukcje SQL, metody HTTP oraz operacje DDS:
| Działanie        | Instrukcja SQL | HTTP               | DDS         |
| ---------------- | -------------- | ------------------ | ----------- |
| Create           | INSERT         | PUT / POST         | write       |
| Read (Retrieve)  | SELECT         | GET                | read / take |
| Update           | UPDATE         | POST / PUT / PATCH | write       |
| Delete (Destroy) | DELETE         | DELETE             | dispose     |

Najczęściej stosuje się ten skrót w stosunku do relacyjnych baz danych, lecz nie tylko. Czasami stosowany jest w stosunku do obiektowych baz danych, pamięci taśmowych i innych.

## Interfejs użytkownika
Skrótowiec CRUD może być stosowany w odniesieniu do interfejsu użytkownika większości aplikacji, które zazwyczaj pozwalają użytkownikowi na:
- utworzenie lub dodanie nowych informacji (create)
- odczytanie lub wyświetlenie istniejących informacji (read)
- modyfikowanie lub edycję istniejących informacji (update)
- usuwanie istniejących informacji (delete)

Bez tych czterech działań oprogramowanie w pełnej wersji zazwyczaj nie może być uznane za kompletne. Przykładowo, w niektórych przypadkach próbne lub darmowe wersje oprogramowania różnią się od pełnych wersji tym, że nie mają wsparcia dla wszystkich z operacji CRUD (np. program Adobe Acrobat firmy Adobe zawiera funkcje pozwalające na realizację wszystkich operacji CRUD, podczas gdy darmowa wersja – Acrobat Reader – pozwala na odczytywanie i wyświetlanie dokumentów, ale nie na tworzenie i modyfikację). Ponieważ operacje CRUD są działaniami podstawowymi, są one często opisywane pod wspólnym tytułem takim jak „zarządzanie informacją” lub „zarządzanie dokumentami”.